# Arkansas City (Kansas)
Arkansas City é uma cidade localizada no estado americano de Kansas, no Condado de Cowley.

## Demografia
Segundo o censo americano de 2000, a sua população era de 11.963 habitantes. 
Em 2006, foi estimada uma população de 11.416, um decréscimo de 547 (-4.6%).

## Geografia
De acordo com o United States Census Bureau tem uma área de 
19,6 km², dos quais 19,5 km² cobertos por terra e 0,1 km² cobertos por água.

## Localidades na vizinhança
O diagrama seguinte representa as localidades num raio de 32 km ao redor de Arkansas City. 